# البطولات الفرنسية 1926 (كرة مضرب)
شهدت هذه العام تألق اللاعبة سوزان لنغلين (سوزان لينغلن) التي كررت إنجازها بالفوز بجميع البطولات التي دخلتها تلك السنة; وهي فردي سيدات; زوجي سيدات وزوجي مختلط, وأيضاً هذه البطولة كانت أول بطولة يفوز فيها أمريكيون وهنا فينسينت ريتشارد وهاورد كينسي في زوجي الرجال.
وهنا قائمة البطولات الفرنسية لعام 1926 (المعروفة الآن باسم دورة رولان غاروس) :

## الكبار

### فردي رجال
هنري كوهيت هزم  رينيه لاكوست, النتيجة:6-2, 6-4, 6-3

### فردي سيدات
سوزان لينغلن هزمت  ماري كيندال براوني, النتيجة:6-1, 6-0

### زوجي رجال
فينسين ريتشاردز و هاورد كاينساي هزما  هنري كوهيت وجاكويز برونغن, النتيجة:6-4, 6-1, 4-6, 6-4

### زوجي سيدات
سوزان لينغلن و جولي فاليستو هزمتا  إيفيلاين كولاير و كيتي ماككين, النتيجة:6-1, 6-1

### زوجي مختلط
سوزان لينغلن و جاكويز بروغنون هزما  سوزان لينيسبرينايس و جيان بوروترا, النتيجة:6-4, 6-3